# Idiocera (Idiocera) ampullifera
Idiocera (Idiocera) ampullifera is een tweevleugelige uit de familie steltmuggen (Limoniidae). De soort komt voor in het Palearctisch gebied.